# Пейдж, Лайман
Лайман Пейдж (англ. Lyman Alexander Page, Jr.; род. 24 сентября 1957, Сан-Франциско, США) — американский физик, член Национальной АН США. Труды в основном посвящены космологии.
Окончил Боудин-колледж (бакалавр, 1978). В 1989 году в Массачусетском технологическом институте получил степень доктора философии. С 1991 года работает в Принстонском университете. Член Американской академии искусств и наук.
Один из разработчиков аппаратуры для космического аппарата WMAP, предназначенного для изучения реликтового излучения, образовавшегося в результате Большого взрыва.

## Награды
- Премия Шао (2010)[2]
- Премия Грубера (2015)[3]
- Премия по фундаментальной физике (2018)[4]
- Премия Марселя Гроссмана, ICRANet (2018)